# Wandalgarius-Handschrift

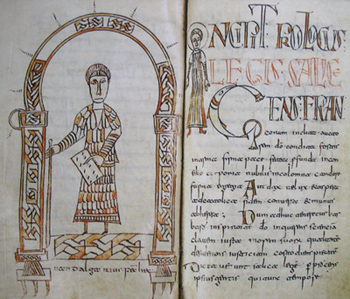
Die Seiten 234 und 235 der Handschrift

Die Wandalgarius-Handschrift ist eine frühmittelalterliche Rechtshandschrift auf Pergament, die als Codex Sangallensis 731 in der Stiftsbibliothek St. Gallen aufbewahrt wird. Das Besondere an dieser Handschrift ist, dass nicht nur Schreiber und Zeichner persönlich genannt sind, sondern auch das exakte Erstellungsdatum bekannt ist – der 1. November 793. Die Handschrift wurde von  einem sonst nicht weiter bekannten Kleriker Wandalgarius (oder auch Wandalgar) in Lyon geschrieben und dekoriert.

## Geschichte
Es handelt sich um eine textgeschichtlich bedeutende Handschrift. Sie ist eine Sammlung von Gesetzestexten, die zwischen 710 und 730 aufgezeichnet wurden. Es wird davon ausgegangen, dass frühmittelalterliche Herzöge die Aufzeichnung angestossen haben. Zumindest für die Lex Alamannorum ist verbürgt, dass sie von Herzog Lantfrid angeordnet wurde.
Am Ende des Buches findet sich folgender Eintrag (auf Latein, hier ins Deutsche übersetzt): «Das dritte Buch wurde am Freitag an den Kalenden des Novembers im 26. Regierungsjahr unseres Herrn und Königs Karl vollendet. Herr o Gott, Du Mensch, der du dieses Buch und diese Seite liest, bete für mich, Wandalgarius, den Schreiber, der ich ein allzu grosser Sünder bin. Wandalgarius.» Die Kalenderumrechnung ergibt den 1. November 793. Wandalgarius dürfte mit grösster Wahrscheinlichkeit zu den Klerikern der Kollegiatskirche St. Paul in Lyon gehört haben und ist damit identisch mit dem Träger gleichen Namens im Reichenauer  Verbrüderungsbuch. Diese eindeutige Datierung ist für das Frühmittelalter aussergewöhnlich, erlaubt aber eine klare örtliche und zeitliche Zuordnung.
Es handelt sich um die drittälteste datierte Handschrift, die in der Schweiz vorhanden ist. Umstände und Entstehungsgeschichte legen nahe, dass sie im burgundischen Raum, möglicherweise an der Kollegiatskirche in Lyon, entstanden ist. Die gewählte Sprache ist Latein, im Frühmittelalter die bevorzugte Sprache zur Verschriftung. Geschrieben sind die Texte in präkarolingischer Minuskel (Kleinschrift).

## Beschreibung und Inhalt
Die Handschrift überliefert drei frühmittelalterliche Rechtssammlungen, die als Leges, Volks- oder Stammesrechte, bezeichnet werden.
Auf den Seiten 1–230 befinden sich die umfangreiche römisch-rechtliche Kompilation der Lex Romana Visigothorum. Diese hat der Westgoten-König Alarich II. Anfang des 6. Jahrhunderts für die römische Bevölkerung erlassen. Diese Gesetzessammlung der Westgoten ist daher eng mit dem römischen Recht verknüpft.
Die zweite Gesetzessammlung ist das salfränkische Gesetz, die Lex Salica, beschrieben auf den Seiten 235–292. Diese Rechtsaufzeichnung der Franken ist in etwa gleich alt wie die Lex Romana Visigothorum, also ebenfalls am Anfang des 6. Jahrhunderts entstanden. Dieser Text ist ebenfalls in Latein gehalten. besonders ist aber, dass einige altfränkische, volkssprachliche Begriffe mit eingeflossen sind.
Die dritte Gesetzessammlung ist die Lex Alamannorum auf den Seiten 295–341. Diese Handschrift ist die beste Überlieferung dieses von Alamannenherzog Lantfrid um 712/725 geschaffenen Gesetzeswerk und ist daher rund 200 Jahre jünger als die beiden ersten Gesetze. Der Inhalt kreist darum, Konflikte in geordnete Bahnen zu lenken und wie diese beizulegen sind, also z. B. Diebstahl und wie dieser durch Kompensationszahlungen auszugleichen ist.
Während die ersten beiden Gesetzestexte sehr reich ornamentiert sind, präsentiert sich die dritte eher schmucklos, was wohl darauf zurückzuführen ist, dass sie recht hastig niedergeschrieben wurde. An zentraler Stelle auf Seite 234 steht das einzige ganzseitige Bild der Handschrift, das einen reich geschmückten Mann zeigt, der wohl einen Herrscher in der Eigenschaft als Gesetzgeber repräsentiert. Darunter steht Uandalgarius fecit hec («Wandalgarius hat dies gefertigt»).